# Patricia Pereyra (actriz)
Patricia Susana Pereyra Sarmiento (Lima, 14 de noviembre de 1966), conocida como Patricia Pereyra, es una actriz y directora de teatro peruana.

## Biografía
Hija de Alfonso Pereyra y de Ana María Sarmiento de la Puente, estudió en el Colegio Santa Úrsula de la ciudad de Lima.
Debutó a los 17 años de edad en teatro experimental y posteriormente en la telenovela peruana Carmín, en 1984; luego viajó a México, contratada por la cadena Televisa y trabajó al lado de figuras como Angélica Aragón, Augusto Benedico y Carlos Ancira, en la telenovela Vivir un poco, en 1985. Posteriormente, trabajó con Salma Hayek, Gael García Bernal y Daniel Jiménez Cacho en Teresa.[cita requerida]
Estudió historia del arte en México, en el Instituto de Cultura Superior. Obtuvo su certificado de posgrado en cine en la Universidad de Nueva York y el diploma en teatro en la Webber Douglas Academy of Dramatic Art, en Londres. Vivió en París, Francia, donde estudió con Jacques Lecoq y Philippe Gaulier y en la escuela de Augusto Boal.
En 1991, participó en Camino largo a Tijuana, y por ese papel la nominaron como mejor actriz coestelar en los Premios Ariel. Esta película de Luis Estrada fue la precursora del boom del nuevo cine mexicano. Los productores fueron Alfonso Cuarón y Emmanuel Lubezki. Ha trabajado también con Guillermo del Toro, en La hora marcada.[cita requerida]
Después de viajar y estudiar en varios países, regresó en 1998 a Perú con el proyecto para niños de Travesuras del corazón, el cual realizó finalmente con Iguana Producciones. Ideado por ella como su primer proyecto de dirección, al final terminó actuando en él como protagonista. Luego, regresó a México en 1999 para trabajar en Háblame de amor junto a Julieta Egurrola y Bruno Bichir en TV Azteca. En 2000, protagonizó la telenovela Cara o cruz junto a Ana de la Reguera, con la productora Argos.[cita requerida]
En 2002, trabajó en las películas Ojos que no ven junto a Gianfranco Brero y Gustavo Bueno del director peruano Francisco Lombardi. Luego en la ópera prima de Salim Nayar Tú te lo pierdes, junto a Alec von Bargen.[cita requerida]
Debutó como directora con el documental Javier Pérez de Cuéllar: El imperturbable, en 2006, que se basa en la vida de Javier Pérez de Cuéllar, ex-secretario general de las Naciones Unidas Ha trabajado con niños en talleres de arte y teatro en colegios, centros culturales y zonas marginales del Perú. En el 2005, trabajó en el pueblo andino de Huántar, y preparó un video para los maestros de la zona, muy cerca del centro arqueológico de Chavín de Huántar.[cita requerida]
En 2010, dirigió la obra Kafka y la muñeca viajera, basada en la novela homónima de Jordi Sierra i Fabra.[cita requerida]
En 2011, escribió y dirigió la obra de teatro para niños Aventura en Pachacámac, sobre los mitos alrededor de este sitio arqueológico en la costa central peruana.[cita requerida]
Terminó la carrera de restauración y conservación de objetos arqueológicos en el Instituto Yachay Wasi en Lima, en 2012.[cita requerida]

## Trayectoria

### Cine
- El acuarelista (2008) como Claudia.
- Tú te lo pierdes (2005)
- Causas naturales (2004)
- Utopía de Victoria Clay (2003)
- Ojos que no ven (2002) como Elena.
- Fidel (2001) como Enfermera.
- Eisenstein (2000) como Reportera.
- Tres son peor que una (1992)
- Bandidos (1991) como La joven.
- Camino largo a Tijuana (1991) como Lila.
- Fugitivos del diablo (1990)

Documentales (dirección)
- Eielson des-nudo (2014)
- Javier Pérez de Cuéllar: El imperturbable (2006)
- Huántar (2005)

### Telenovelas
- Cara o cruz (2002) como Teresa Alcántara
- Háblame de amor (1999) como Norma
- Travesuras del corazón (1998) como Isabel Revilla
- Capricho (1993) como Raquel Aranda Montaño
- Amor de nadie (1990) como Sabrina
- Teresa (1989) como Aurora Molina
- Amor en silencio (1988) como Sandy Grant
- Rosa salvaje (1987-1988) como Norma
- Pobre juventud (1986) como Alejandra
- Vivir un poco (1985) como Atenas Merisa Obregón
- Carmín (1984) como Fiorella Menchelli

### Series de televisión
- Puertas al más allá (2011) como Carmen.
- Hora marcada (1990) como Natiely.

### Teatro
- El avaro (1991)
- Otelo
- Cena entre amigos
- Rojo amanecer
- Lamiak (2009)
- El último Fuego (2012)

### Dirección de teatro
- Kafka y la muñeca viajera, de Jordi Sierra i Fabra
- Aventura en Pachacámac[4]